# Cruz gemada

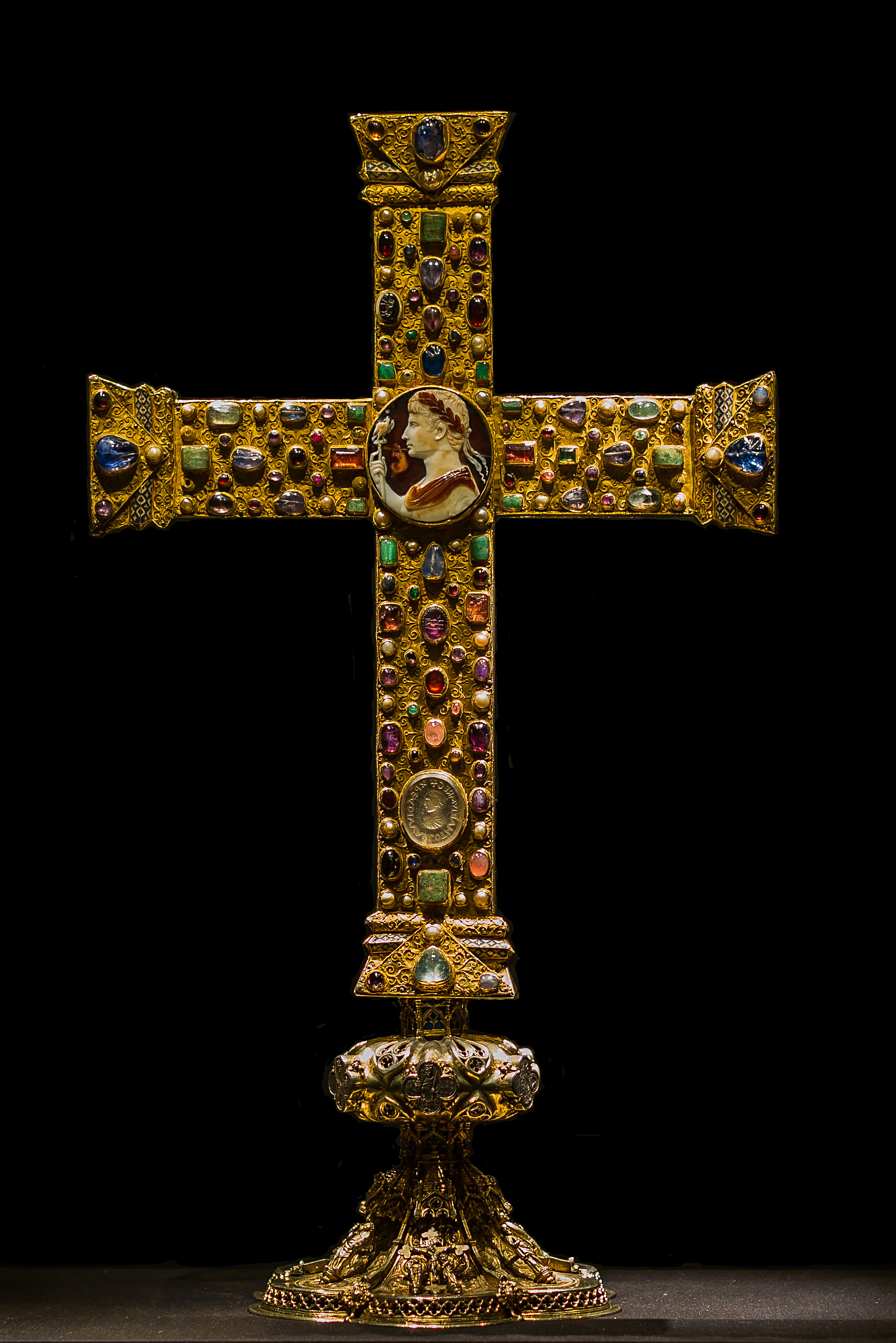
Cruz de Lotário (século X), preservada no tesouro da Catedral de Aachen.

Cruz gemada ou crux gemmata em latim é uma forma de cruz típica da arte paleocristã e medieval na qual a cruz ou ao menos sua parte frontal está decorada por pedras preciosas ("gemas"). O lado de trás trazia geralmente imagens da crucificação de Jesus ou outros temas devocionais, como no caso da Cruz de Lotário (século X, atualmente na Catedral de Aachen). Já a Cruz de Justino II (século VI, nos Museus Vaticanos) traz figuras de prata em repoussé no verso. Entre outros exemplos estão as ibéricas "Cruz dos Anjos" e "Cruz da Vitória"; e a Cruz de Cong (século XII).

## História
Na Antiguidade Tardia e na Alta Idade Média, muitos objetos de grande importância, como relicários, eram ricamente decoradas com joias num estilo que posteriormente ficaria restrito a coroas e outras regalias e a pequenas peças de joalheria. NO caso das cruzes, este tipo de decoração era especialmente comum e a cruz gemada é um tipo específico que era representado na pintura, em mosaicos, em esculturas em marfim e em outros meios. A cruz frequentemente geralmente tinha extremidades mais largas nos braços, mas as proporções entre os eixos vertical e horizontal dependia inteiramente das necessidades da composição e, por isso, variava muito. Pendilia ("pingentes") eram frequentes nos braços, especialmente as letras alfa e ômega em ouro. O motivo apareceu pela primeira vez num fragmento de um sarcófago do século IV e as extremidades largas já estavam presentes nos primeiros exemplos.
Em representações da cruz, como no mosaico em Santa Pudenziana (384–9), a cruz gemada está num monte ou colina com um cenário de fundo representando Jerusalém, com a cruz como símbolo da Nova Jerusalém ("cidade celeste"). A cruz gemada também servia como um símbolo da versão cristã da Árvore da Vida, especialmente quando os braços aparecem com ramos brotando nos cantos. Ela às vezes aparece numa colina representado o paraíso, com quatro rios correndo a partir dela (que seriam os quatro evangelhos). Uma base com degraus representaria esta colina em crucifixos gemados ou em representações artísticas com menos espaço.
Durante grande parte do período, existem relatos de que uma grande cruz gemada decorava o suposto local da crucificação de Jesus, à volta do qual foi construída a Igreja do Santo Sepulcro, um presente do imperador bizantino Teodósio II (r. 408–450). A cruz gemada apareceu na arte pela primeira vez depois que a imperatriz Helena, mãe de Constantino I, encontrou o que seria a Vera Cruz no século IV, o que provocou um enorme interesse no tema. O paradoxo que se apresenta pelo fato de o instrumento da execução ter se transformado no triunfo de Cristo na ressurreição permanece até hoje como um tema central da fé cristã e a cruz gemada foi uma de suas primeiras manifestações visuais.
Embora seja claro que cruz estava associada com os cristãos desde os primeiros anos do cristianismo e o sinal da cruz fosse frequente, é raro encontrar a cruz na arte paleocristã, como nos exemplos nas catacumbas de Roma, onde se encontram apenas vinte delas, apesar de a âncora, muito mais comum, fosse um símbolo disfarçado da cruz. No começo havia grande resistência a qualquer representação da cruz com o corpo de Cristo nela, uma prática que começou no século V e só se popularizou no século VI. Uma das mais antigas representações da crucificação mostra as três cruzes dos relatos evangélicos, com os dois ladrões pendurados nas deles, mas Cristo ao pé da sua. Durante as ferozes disputas cristológicas do período, os monofisistas, que rejeitavam a natureza divina de Cristo, condenavam a representação do corpo na cruz, o que influenciou o uso da cruz vazia, especialmente nas regiões controladas pelos bizantinos, como Ravena, pois diversos imperadores bizantinos demonstravam simpatias monofisistas. Foram os nestorianos, outra força herética, mas de opinião contrária (rejeitavam a natureza humana de Cristo), que ajudaram a popularizar as imagens do corpo na cruz.

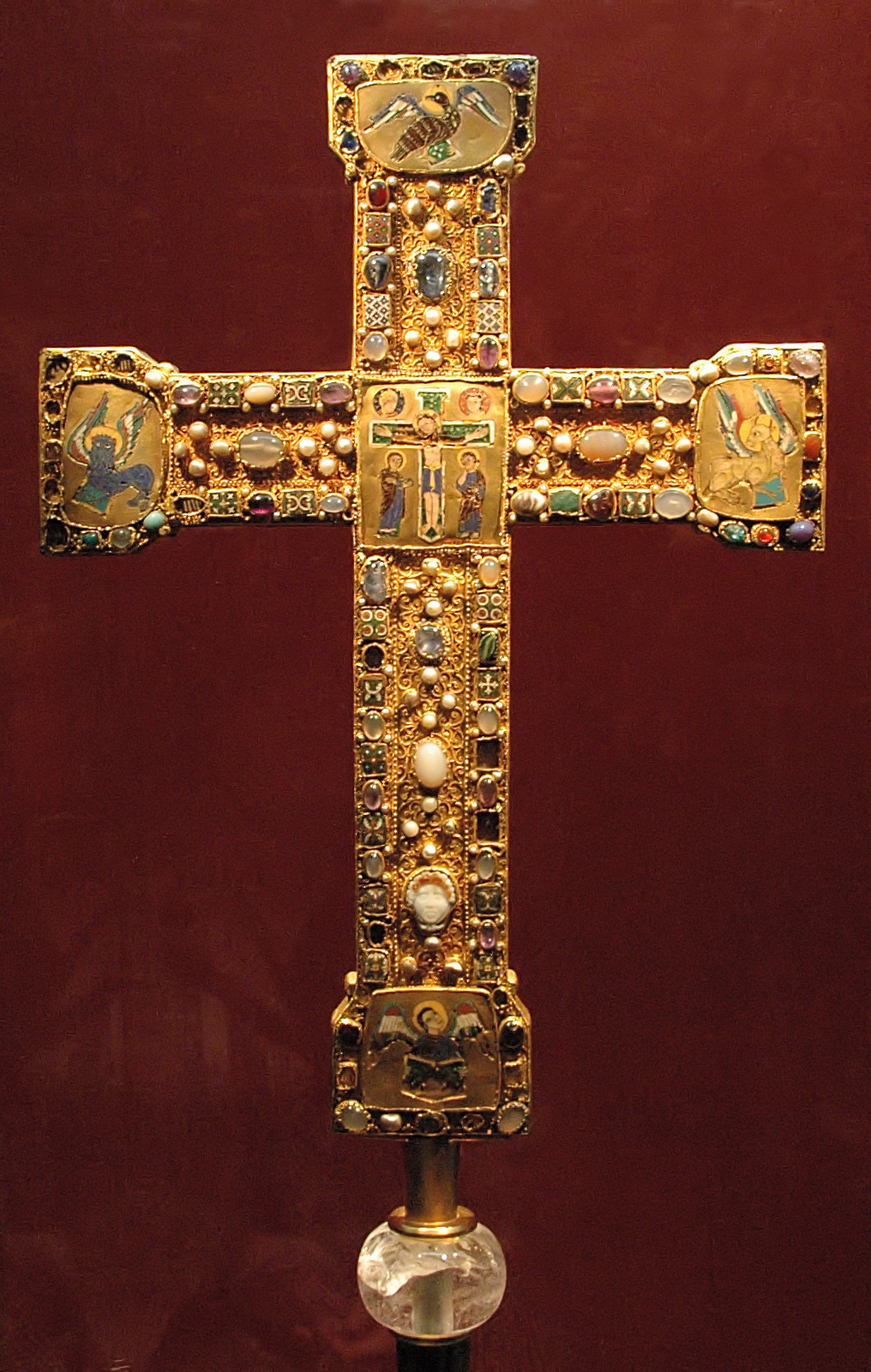
Cruz de Essen (século XI), preservada no tesouro da Catedral de Essen.

Nas chamadas "imagens místicas", como no mosaico da abside de Sant' Apollinare in Classe (549), em Ravena, a cruz gemada representa especificamente um símbolo de Cristo. Um poema de São Paulino de Nola permite que se reconstitua o mosaico da abside que ele, na função de bispo, encomendou para a basílica de São Félix de Nola em Cimitile no início do século V, cuja decoração se perdeu. Toda a Santíssima Trindade aparecia no mosaico: no alto, Deus Pai, representado pela Mão de Deus, acima de uma grande cruz gemada com estrelas numa moldura circular (muito parecida com a imagem em Sant' Apollinare), representando Deus Filho e, abaixo dela, uma pomba representando o Espírito Santo. Na porção inferior da semicúpula estão doze cordeiros de cada lado, com o Cordeiro de Deus aureolado num outeiro elevado no centro, olhando para cima. A porção inferior do mosaico em Santa Pudenziana, em Roma, também tinha originalmente um mosaico similar.
A cruz gemada aparece frequentemente em moedas, geralmente nas mãos de uma figura da Vitória, especialmente no Império Bizantino. Outro tipo de moeda bizantina bastante comum mostra a cruz com uma base com degraus, que deve ser entendida como uma cruz gemada, mesmo que a escala da representação não permita que se visualize qualquer gema.
Ao contrário do que afirma o romance "O Código Da Vinci", de Dan Brown (cap. 4), não era especialmente comum que uma cruz gemada tivesse treze gemas, embora quando ela de fato tenha, é provável que o simbolismo seja mesmo o de Jesus e seus doze apóstolos. O mosaico na abside da Basílica de São Paulo Extramuros (c. 1220) é um exemplo, mas os exemplares anteriores ao ano 1000 geralmente tem mais de treze gemas. Não é comum que se chame de cruz gemada (crux gemmata) as cruzes de períodos mais recentes, especialmente as cruzes pequenas que normalmente se consideram como joias.

## Galeria

Imagens
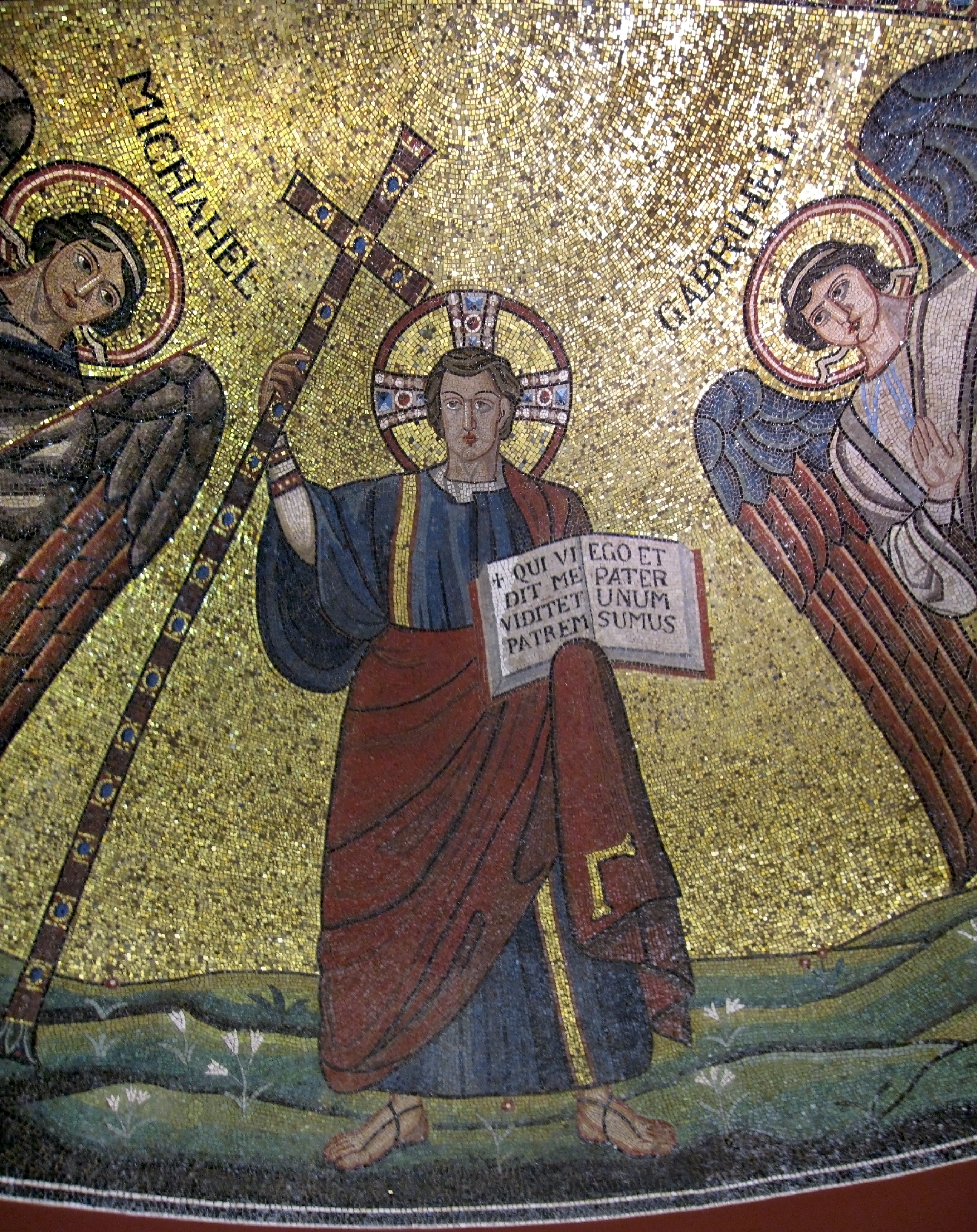
Mosaico em San Michele in Africisco (545-7), em Ravena
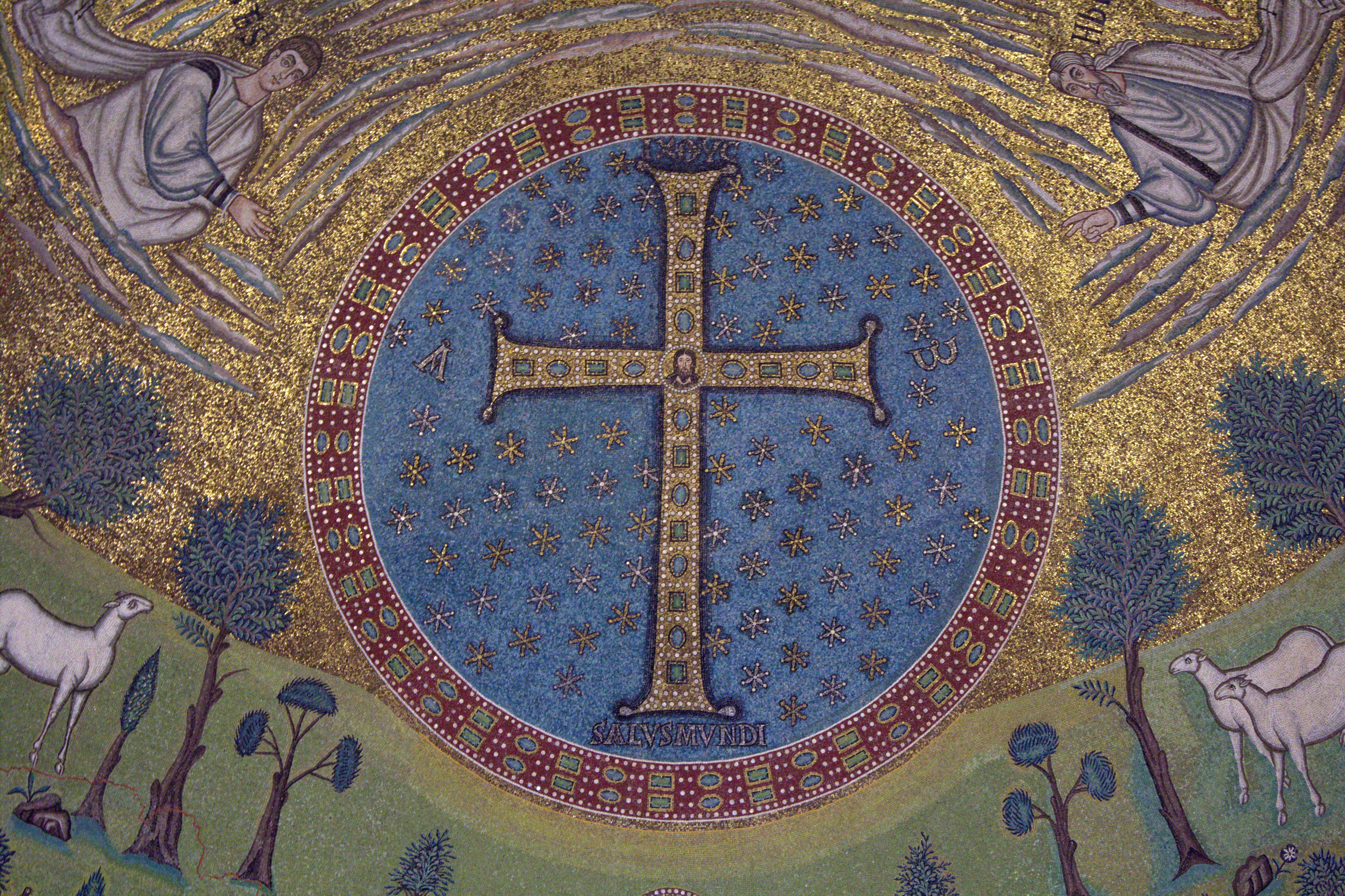
Mosaico em Sant' Apollinare in Classe (549), em Ravena
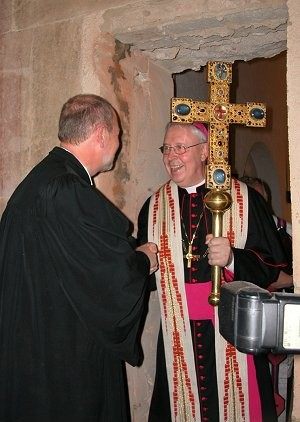
Cruz de São Bernoardo, na Catedral de Hildesheim, Saxônia (1130–40)
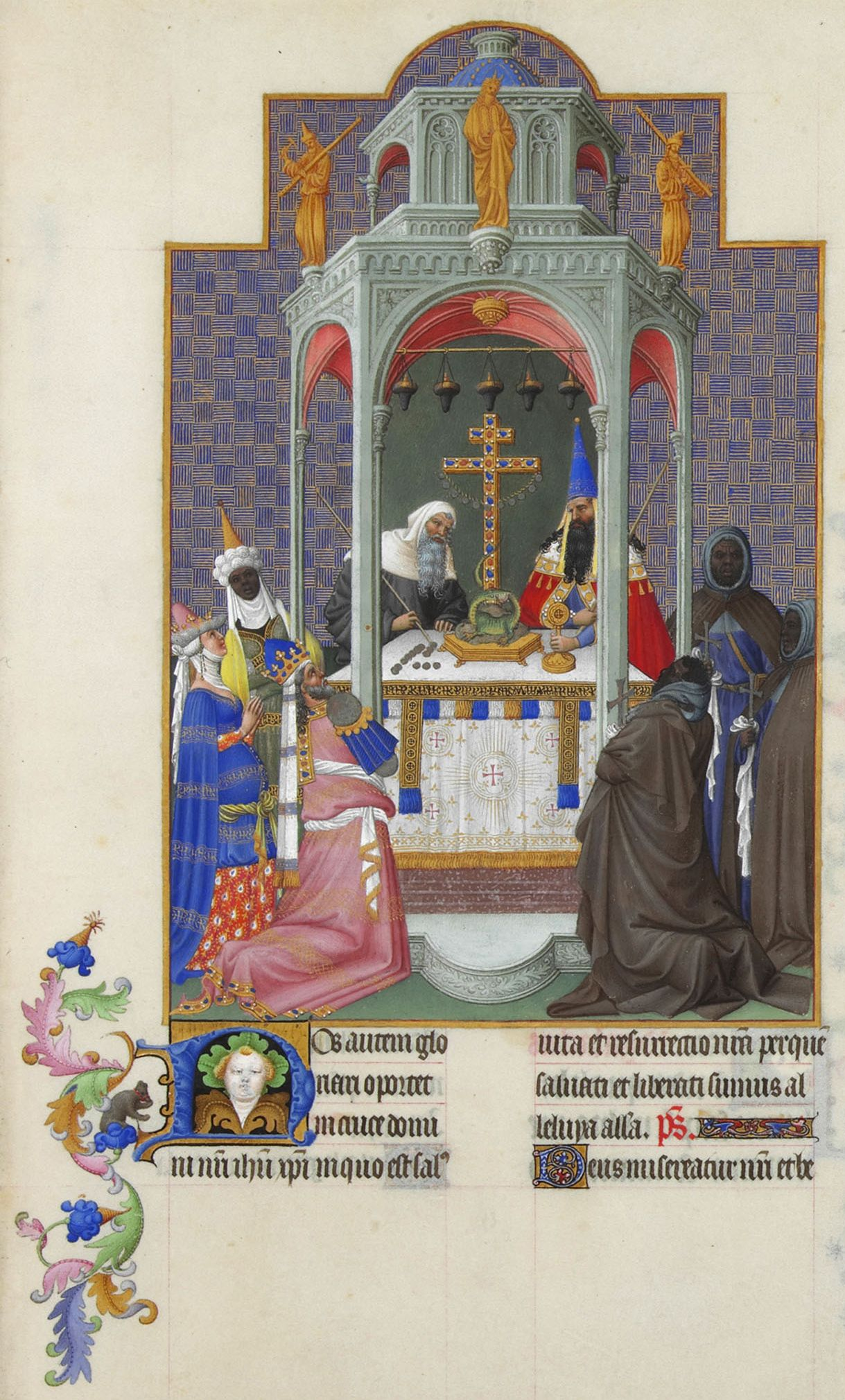
Iluminura nas Les très riches heures du duc de Berry (século XV)